# Прітхві

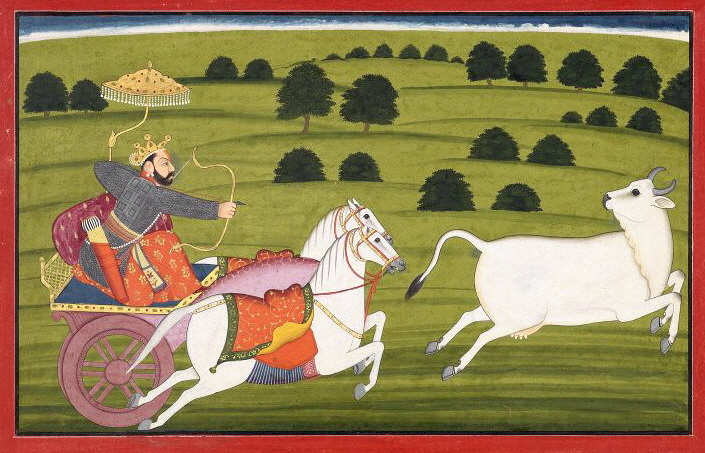
Прітху гониться за Пртхві, що прийняла форму корови.

Пртхві (Прітхві, Pṛthvī Mātā, Pṛthivī Devī, санскрит: pṛthvī IAST або pṛthivī IAST) — богиня Землі та богиня-матір в індуїзмі та, особливо, в ведичній релігії і брахманізмі. За одною традицією вона є персоніфікацією Землі, за іншою — її матір'ю. Прітхві також називають Дхра або Дхрітхі — «та, що тримає все», або Бгумі.
В образі Пртхві-Деві вона є одною з двох дружин Вішну (друга — Лакшмі). В образі Прітхві-Мата — «Матір Земля» — вона протиставляється Д'яусу-Піта — «Батько Небо». В Ріґведі, Земля і Небо часто згадуються разом, ймовірно нагадуючи про ідею двох невід'ємних частин цілого, в основному подвійно звертаються як Dyavaprṛthivi.  Пртхві в цьому образі зображується також як дружина Д'яуса. Також Прітхві є матір'ю Індри і Аґні.
Пртхві також часто асоціюється з коровою. Прітху, втілення Вішну, доїв її для отримання їжі.[джерело?]
Пртхві також була важливим символом в ранньому буддизмі, зокрема згадувалася у каноні Палі, віджахаючи демона Мару від Будди.